# Ratko Svilar
Ratko Svilar (Servisch: Ратко Свилар) (Crvenka, 6 mei 1950) is een Servisch voetbalcoach en oud-voetballer. Hij was een doelman en speelde in totaal zestien jaar voor Antwerp FC, met wie hij in 1992 de beker won. Tussen 1976 en 1983 kwam hij ook negen keer in actie voor de nationale ploeg van Joegoslavië. Svilar, herkenbaar aan zijn lange zwarte manen, stond als doelman bekend om zijn uitstekende reflexen.

## Carrière als speler
Ratko Svilar werd geboren in Crvenka, dat toen nog deel uitmaakte van Joegoslavië maar inmiddels tot Servië behoort. Hij doorliep er de jeugdreeksen van FK Crvenka. In 1970 maakte hij met het eerste elftal de promotie naar de Prva Liga. Een seizoen later zakte de club terug naar de tweede divisie.
In 1973 versierde Svilar een transfer naar de Joegoslavische subtopper FK Vojvodina. Hij werd er meteen een titularis. In het seizoen 1974/75 miste hij geen enkel duel en werd Vojvodina vicekampioen. In april 1977 won de club de Mitropacup. Een jaar later werd de doelman uitgeleend aan het Amerikaanse Rochester Lancers, waar zijn landgenoot Dragan Popović op dat ogenblik trainer was. Hij kwam er zestien keer in actie. Nadien keerde hij terug naar Vojvodina. In het seizoen 1979/80 eindigde de club in de Joegoslavische competitie net boven de degradatiezone. Na afloop van het seizoen zocht Svilar andere oorden op.
Zijn landgenoot Dimitri Davidović werd in 1980 hoofdcoach van Antwerp FC. Hij overtuigde Svilar om ook de overstap naar België te maken. De doelman met de lange zwarte haren maakte op 30 november 1980 tegen KSC Lokeren zijn officieel debuut voor The Great Old. Onder leiding van Davidovic zocht Antwerp begin jaren 80 opnieuw aansluiting bij de subtop. In 1983 eindigden de Antwerpenaren op de derde plaats. Daardoor mocht de club in het seizoen 1983/84 voor het eerst sinds 1976 nog eens deelnemen aan de UEFA Cup. Antwerp werd uiteindelijk in de tweede ronde uitgeschakeld door RC Lens.
In 1984 werd Arie Haan benoemd als hoofdcoach. Hij trok zijn landgenoot en vroegere ploegmaat Jan Ruiter aan als eerste doelman. In 1985 vertrok Ruiter en moest Svilar de concurrentiestrijd met Nicky Schippers aangaan. In 1987 werd Haan opgevolgd door Georg Kessler en trok het bestuur doelman Wim De Coninck aan. De ervaren De Coninck werd onder Kessler eerste doelman, waardoor de bijna 40-jarige Svilar nog amper aan spelen toekwam.
Ondanks zijn hoge leeftijd en het feit dat de club in 1991 met Stevan Stojanović een extra concurrent aantrok, bleef Svilar ook begin jaren 90 knokken voor zijn plaats in het eerste elftal. In het seizoen 1991/92 kreeg de Joegoslaaf opnieuw een kans. Op 15 februari 1992 vond de stadsderby tegen Germinal Ekeren plaats. Antwerp verloor het duel voor eigen volk met 2-8. Na de blamage greep trainer Walter Meeuws in. Doelman Wim De Coninck was het kind van de rekening en speelde zijn plaats kwijt aan Svilar, die later dat seizoen met Antwerp de bekerfinale bereikte. De inmiddels 42-jarige doelman werd in de spannende finale tegen KV Mechelen de grote held. De wedstrijd eindigde na verlengingen in een gelijkspel (2-2). In de daaropvolgende strafschoppenreeks stopte Svilar twee Mechelse strafschoppen en scoorde hij ook zelf de laatste Antwerpse penalty.
Door de bekerzege mocht The Great Old een seizoen later voor het eerst deelnemen aan de Europacup II. Svilar verdedigde het doel in de twee eerste ronden van het Europese bekertoernooi. Maar na de terugwedstrijd tegen het Oostenrijkse FC Admira/Wacker Wien, waarin Antwerp bijna een 2-4-voorsprong uit de heenwedstrijd uit handen gaf, zat het Europese avontuur erop voor de Joegoslavische doelman. Zijn landgenoot Stojanović werd zijn opvolger onder de lat. Antwerp bereikte uiteindelijk de finale van de Europacup II, maar verloor daarin met 3-1 van Parma.
In de jaren na het Europese succes zochten onder meer trainer Meeuws en spelers als Wim De Coninck, Alex Czerniatynski, Hans-Peter Lehnhoff en Nico Claesen andere oorden op. Svilar bleef de club trouw en werd in het seizoen 1993/94 onder coach Urbain Haesaert opnieuw eerste doelman. Vanaf 1994 kreeg de jonge Yves Van Der Straeten een kans onder de lat. In 1995 zette de 46-jarige doelman een punt achter zijn spelerscarrière.Doch dook hij opnieuw op bij vierdeklasser KVO Aarschot maar na dit seizoen stopte hij definitief.

## Nationale ploeg
Svilar speelde tussen 1976 en 1983 negen wedstrijden voor Joegoslavië en nam deel aan het WK 1982, waar zijn team de eerste ronde van de groepsfase niet overleefde, ondanks winst tegen Honduras en een gelijkspel tegen groepswinnaar Noord-Ierland.

## Carrière als trainer
Ook na zijn loopbaan als speler bleef Svila in dienst werken van Antwerp. Reeds als speler werd hij hoofdtrainer van de club. Na het ontslag van Urbain Haesaert in februari 1995 werd Svilar benoemd tot trainer ad interim. In het daaropvolgende seizoen werd hij de assistent van de Hongaar László Fazekas. Toen die in april 1996 ontslag werd, nam Svilar opnieuw tijdelijk het roer over. Na het seizoen 1994/95 zette hij een punt achter zijn spelerscarrière en werd hij samen met Paul Degenaers hulptrainer van Georg Kessler. Na het ontslag van Kessler in maart 1998 werd Svilar voor de derde keer trainer ad interim van de Antwerpse club.
Svilar, die in het seizoen 1998/99 op vraag van zijn schoonbroer één wedstrijd het doel verdedigde van derdeprovincialer Hombeek, werd in november 1999 hoofdcoach van Putte SK. In die periode was hij ook even in beeld bij het Joegoslavische FK Novi Sad. In 2000 verdedigde de 50-jarige Svilar ook nog even het doel van KVO Aarschot, waar op dat ogenblik zijn landgenoot Dojčin Perazić trainer was. In het seizoen 2003/04 werd Perazić op advies van Svilar hoofdtrainer van Antwerp. Ook Svilar keerde nog eens terug naar zijn Antwerp. In 2008 werd hij bij de Antwerpse club de assistent van Dimitri Davidović. In februari 2009 werd zijn landgenoot ontslagen en werd hijzelf gepromoveerd tot hoofdcoach. De club plaatste zich onder zijn leiding voor de eindronde in Tweede Klasse, maar wist niet te promoveren. Svilar, die in augustus getroffen werd door een zware woningbrand, mocht ook het seizoen 2009/10 starten als hoofdtrainer. De gewezen doelman werd in november 2009 ontslagen en opgevolgd door de Antwerpse Brit Colin Andrews.

## Zwendel
Svilar kwam ook al meerdere keren in aanraking met het gerecht. In 1991 kreeg hij zes maanden voorwaardelijk voor zijn aandeel in de heling en diefstal van bontjassen uit een pelswinkel in Sint-Niklaas. In 2001 werd hij aangehouden wegens sigarettensmokkel en witwaspraktijken en zat hij gedurende vier weken in de cel. In oktober 2007 werd hij betrapt op het smokkelen van graniet.

## Privéleven
Svilar heeft een voetballende zoon, Mile Svilar. Mile speelt ook als doelman en geldt als een Europees toptalent.Ook Milos Svilar is een zoon die in 1995-1996 bij Antwerp FC 1 competitiewedstrijd speelde.